# آلهة المريخ

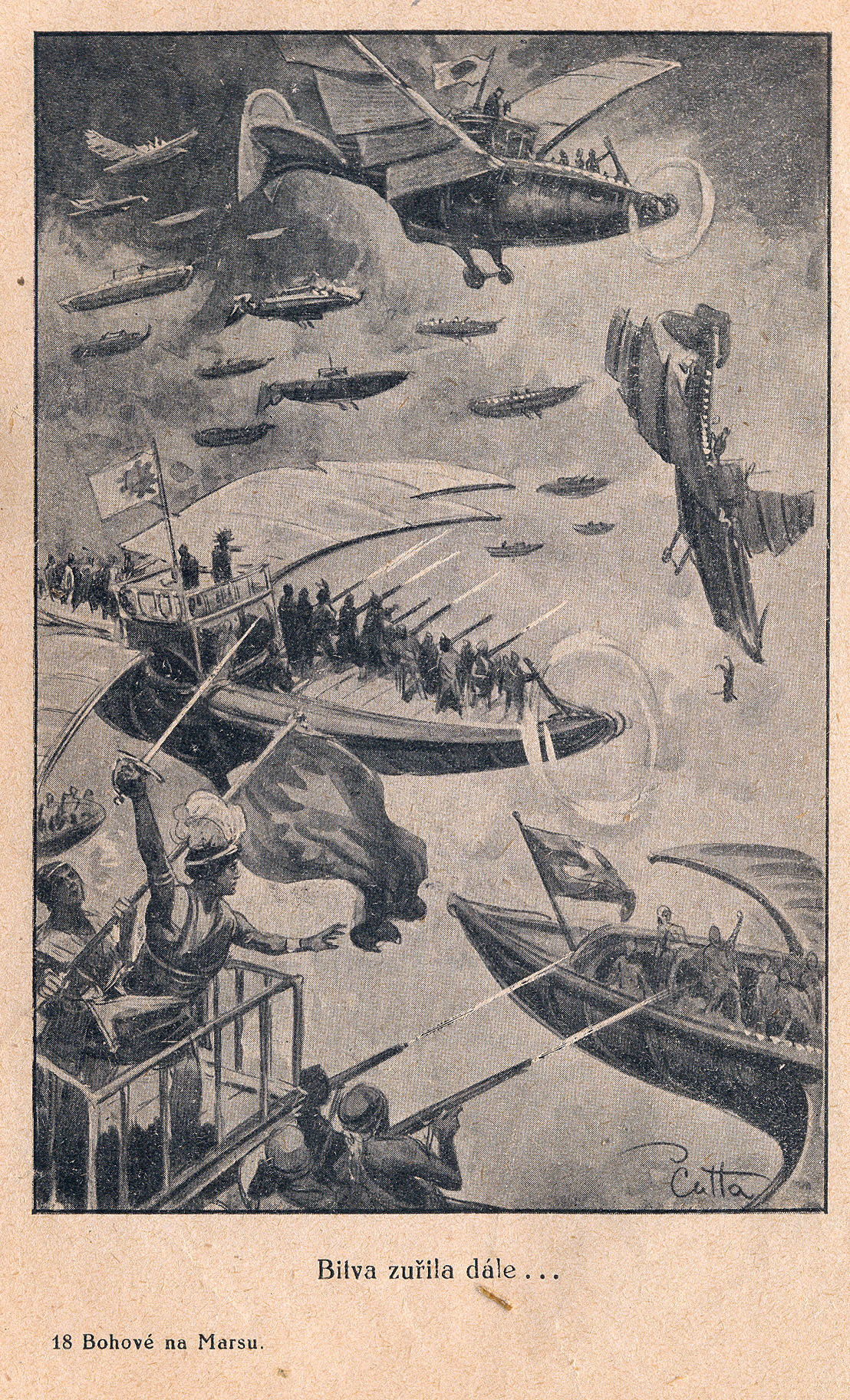
"تحت أقمار المريخ" واحدة من قصص بوروز القليلة التي لم يتم تغطيتها في العدد الأول للمجلة.

آلهة المريخ (بالإنجليزية: The Gods of Mars)‏ هي رواية فانتازيا علمية نشرت عام 1918 بقلم إدغار رايس بوروس، والثانية من سلسلة برسوم الشهيرة. وقد نشرت لأول مرة في مجلة أول ستوري بشكل مسلسل من خمسة أجزاء في الأعداد من يناير إلى مايو 1913. وقد نشرت فيما بعد كرواية كاملة بواسطة أيه سي ماكلورغ في سبتمبر 1918.
كما هو الحال في العديد من رواياته، يبدأ بوروز القصة بأن يفسر كيف أنه (بوروز) حصل على النص، فيشير بهذا إلى أنه يروي أحداثا حقيقية.

## النشر
تم نشر آلهة المريخ بشكل مسلسل في خمسة أجزاء في مجلة أول-ستوري، ونشر الجزء الأول في يناير 1913 والجزء الأخير في مايو 1913. تلقى بوروس 750 دولارا عن الرواية.

## الاقتباس السينمائي
قبل إصدار فيلم جون كارتر عام 2012، قال المنتجان جيم موريس وليندسي كولينز أنهما يعملان على اقتباس للكتاب الثاني، حيث كان العنوان المبدئي «جون كارتر: آلهة المريخ».  إلا أن أداء الفيلم الأول الضعيف على شباك التذاكر وضع خطط إنتاج التتمات قيد الانتظار.